# Platone di Bitinia
San Platone (in greco Πλάτων?, Plátōn; Costantinopoli, c. 740 – Studion, 4 aprile 814) è stato un religioso e santo bizantino.

## Biografia
Divenne monaco nel 759; prima della tonsura era un funzionario statale. Dopo aver rifiutato un importante incarico (probabilmente la direzione di un monastero a Costantinopoli oppure la sede metropolitana di Nicomedia), nel 783 fondò il monastero di Saccoudion sul Monte Olimpo in Bitinia, di cui divenne il primo abate.
È noto per essere stato, insieme al nipote San Teodoro Studita, un iconodulo, cioè professava una dottrina contraria all'iconoclastia allora vigente nell'Impero bizantino. Partecipò anche al secondo concilio di Nicea, dove furono condannate le posizioni iconoclaste, e si oppose alle seconde nozze dell'imperatore Costantino VI con la propria nipote Teodota, figlia della sorella Anna. Per queste sue posizioni, fu esiliato per quattro anni nell'isola di Sivriada.

## Culto
La Chiesa cattolica lo venera come santo e lo ricorda il 4 aprile. Nel martirologio romano si dice di lui: